# Manto Tshabalala-Msimang
Pour les articles homonymes, voir Manto et Tshabalala.
Manto Tshabalala-Msimang (9 octobre 1940 - 16 décembre 2009) est une femme politique sud-africaine, membre du Congrès national africain (ANC) et députée au parlement (1994-2009). Elle est la ministre sud-africaine de la Santé de 1999 à 2008, sous les deux gouvernements de Thabo Mbeki.
Elle était surnommée « Dr Betterave » (Dr Beetroot en anglais) à cause de ses prises de position mortifères au sujet du sida,. Elle estimait qu'une alimentation à base de légumes, de betterave, d'ail et de citron, suffisait à combattre la maladie et, avant 2002, niait que le VIH en était la cause,. Elle s'est opposée à l'introduction des antirétroviraux et à des militants d'associations anti-sida qui avaient fourni en 2002 des traitements prévenant la transmission du VIH de la mère à l'enfant. Ainsi, la politique menée lorsqu'elle était ministre a potentiellement mené à plus de 330 000 morts prématurées du SIDA entre 2000 et 2005,.

## Biographie
Née à Durban, diplômée de l'université de Fort Hare (1961) où elle militait dans les rangs de jeunesse du Congrès national africain (ANC), elle prend le chemin de l'exil en 1962, après son interdiction et entame des études de médecine à Leningrad (1962-1969), complétées, en 1972, d'une spécialisation en gynécologie-obstétrique en Tanzanie. En 1980, elle obtient un master en santé publique de l'université d'Anvers. En exil, elle est une cadre de l'ANC, chargée des questions de santé. 
De retour en Afrique du Sud en 1990, à la suite de la levée de l'interdiction de l'ANC par le président Frederik de Klerk, elle est élue au Parlement en 1994 et devient ministre adjointe de la Justice en 1996 dans le gouvernement Mandela, avant de se voir confier le portefeuille de la santé en 1999 dans le gouvernement Mbeki.
À cette fonction, elle se fait remarquer par sa remise en cause du VIH comme responsable du sida et par son hostilité aux organismes de lutte contre la pandémie, comme l'Onusida et le Fonds mondial de lutte contre le sida, la tuberculose et le paludisme, « en qui elle voyait les instruments des intérêts postcoloniaux et de l'industrie pharmaceutique occidentale. » À ce titre, elle est vivement condamnée par la communauté internationale, qui lui reproche, comme à Mbeki, d'avoir retardé la mise en place de traitements antirétroviraux dans le pays en niant les évidences scientifiques,. Alors qu'elle souffre d'une infection en 2006, sa vice-ministre déléguée Nozizwe Madlala-Routledge (2004-2007) renverse la politique du ministère concernant le sida en encourageant le dépistage et la prise en charge par des traitements médicamenteux.
Le 25 avril, le successeur de Mbeki, Jacob Zuma, après des propos controversés sur le sida, lance une campagne massive de lutte contre le VIH, tournant la page des années Manto.
Le 25 septembre 2008, à la chute du gouvernement Mbeki, elle quitte le ministère de la Santé pour celui de la Présidence dans le gouvernement Motlanthe. Elle n'est pas reconduite dans le gouvernement Zuma mis en place en mai 2009. Elle meurt le 16 décembre 2009, dans un hôpital de Johannesburg de complications hépatiques à la suite d'une cirrhose d'origine alcoolique, après avoir subi, en 2007, une greffe de foie.

## Médecines traditionnelles
Lors d'une réunion avec des guérisseurs traditionnels en février 2008 pour discuter de la future législation, Manto Tshabalala-Msimang avait fait valoir que les remèdes traditionnels ne devaient pas s’« enliser » dans des tests cliniques, avec ces mots : « Nous n’avons pas à utiliser les modèles de protocoles occidentaux dans la recherche et le développement ».
En septembre 2008, elle avait réclamé une plus grande protection des droits de propriété intellectuelle sur les médicaments traditionnels de l'Afrique. S'exprimant lors de la 6e commémoration de la Journée de la médecine traditionnelle africaine à Yaoundé capitale du Cameroun, elle avait dit que le continent devrait profiter davantage de son ancien savoir traditionnel.